# 0375

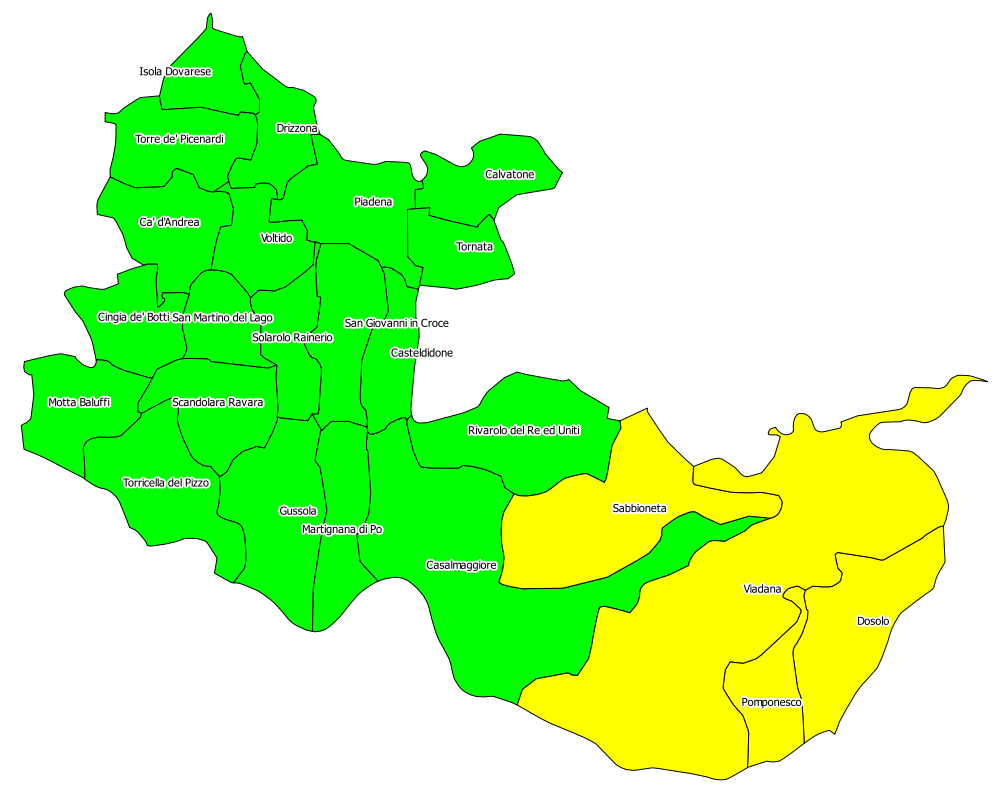
In verde i comuni della provincia di Cremona, in giallo quelli della provincia di Mantova

0375 è il prefisso telefonico del distretto di Casalmaggiore, appartenente al compartimento di Milano.
Il distretto comprende la parte orientale della provincia di Cremona, oltre ad alcuni comuni della provincia di Mantova. Confina con i distretti di Mantova (0376) a nord e a est, di Reggio nell'Emilia (0522) a sud-est, di Parma (0521) a sud e di Cremona (0372) a ovest.

## Aree locali e comuni
Il distretto di Casalmaggiore comprende 24 comuni compresi in 1 area locale, nata dall'aggregazione dei 3 preesistenti settori di Casalmaggiore, San Giovanni in Croce e Viadana: Ca' d'Andrea, Calvatone, Casalmaggiore, Casteldidone, Cingia de' Botti, Dosolo (MN), Drizzona, Gussola, Isola Dovarese, Martignana di Po, Motta Baluffi, Piadena, Pomponesco (MN), Rivarolo del Re ed Uniti, Sabbioneta (MN), San Giovanni in Croce, San Martino del Lago, Scandolara Ravara, Solarolo Rainerio, Tornata, Torre de' Picenardi, Torricella del Pizzo, Viadana (MN) e Voltido .